# Licia Maglietta
Licia Maglietta, née le 16 novembre 1954 à Naples dans la région de la Campanie en Italie, est une actrice italienne ayant joué pour le théâtre, la télévision et le cinéma.

## Biographie
Elle suit des études d'architecture puis s'oriente vers le théâtre et la danse. Elle joue notamment pour Carlo Cecchi et Elio De Capitani ainsi que des pièces dont elle est l'auteure. Elle débute au cinéma dans le premier film de Mario Martone, Mort d'un mathématicien napolitain (Morte di un matematico napoletano) en 1992. Elle connaît le succès grâce au film Pain, tulipes et comédie (Pane e tulipani) de Silvio Soldini pour lequel elle remporte le Globe d'or, le Ruban d'argent, le David di Donatello et le Ciak d'or en 2000. Elle est à nouveau à l'honneur grâce au film Luna rossa d'Antonio Capuano en 2001 et poursuit depuis sa carrière en alternant cinéma, théâtre et télévision.

## Filmographie

### Au cinéma
- 1985 : Nella città barocca de Mario Martone (court-métrage)
- 1992 : Mort d'un mathématicien napolitain (Morte di un matematico napoletano) de Mario Martone : Emilia
- 1993 : Rasoi de Mario Martone : La mère
- 1995 : L'Amour meurtri (L'amore molesto) de Mario Martone : Amalia
- 1996 : Rumori di fondo de Claudio Camarca : Donna
- 1997 : Le acrobate de Silvio Soldini : Elena
- 2000 : Pain, tulipes et comédie (Pane e tulipani) de Silvio Soldini : Rosalda Barletta
- 2001 : Luna rossa d'Antonio Capuano : Irene
- 2003 : Agata e la tempesta de Silvio Soldini : Agata
- 2004 : Dans mon amour (Nel mio amore) de Susanna Tamaro : Stella
- 2007 : Viaggio in Italia - Una favola vera de Paolo Genovese et Luca Miniero

### À la télévision

#### Séries télévisées
- 2008 : Paolo VI - Il Papa nella tempesta de Fabrizio Costa
- 2009 : Sissi : Naissance d'une Impératrice de Xaver Schwarzenberger
- 2013 - 2017 : In Treatment
- 2014 : Una pallottola nel cuore de Luca Manfredi
- 2015 - 2017 : Tutto può succedere

#### Téléfilms
- 1985 : Perfidi incanti de Mario Martone
- 1985 : Otello de Carlo Zago
- 1999 : Une sola debole voce de Alberto Sironi
- 2001 : Une sola debole voce II de Gianluigi Calderone
- 2007 : Viaggio in Italia – Una favola vera de Paolo Geovenese

## Distinctions
- Globe d'or de la meilleure actrice - révélation en 2000 pour Pain, tulipes et comédie (Pane e tulipani)
- Ruban d'argent de la meilleure actrice en 2000 pour Pain, tulipes et comédie (Pane e tulipani)
- David di Donatello de la meilleure actrice en 2000 pour Pain, tulipes et comédie (Pane e tulipani)
- Ciak d'or de la meilleure actrice en 2000 pour Pain, tulipes et comédie (Pane e tulipani)
- Prix Flaiano de la meilleure actrice en 2000 pour Pain, tulipes et comédie (Pane e tulipani)
- Prix Pasinetti à la Mostra de Venise 2001 : mention spéciale à l'ensemble des acteurs et actrices pour Luna rossa
- Globe d'or de la meilleure actrice en 2002 pour Luna rossa
- Nomination au Ruban d'argent de la meilleure actrice en 2002 pour Luna rossa
- Nomination au David di Donatello de la meilleure actrice en 2002 pour Luna rossa
- Nomination au David di Donatello de la meilleure actrice en 2004 pour Agata e la tempesta
- Prix Flaiano de la meilleure actrice à la télévision en 2016 pour Una pallottola nel cuore et Tutto può succedere